# Polar Music Prize
Polar Music Prize — международная премия, присуждаемая ежегодно отдельным людям, группам или организациям за исключительные достижения в создании или продвижении музыкальных произведений. Как правило награждается один лауреат от мира популярной музыки и один представитель классической. Почесть целенаправленно учреждена как музыкальный эквивалент Нобелевской премии. По аналогии с ней, награда вручается победителям в Стокгольме лично королём Швеции. В этой связи Polar Music Prize также неформально известна в прессе как «Нобелевская премия по музыке». Среди её лауреатов — Боб Дилан, Мстислав Ростропович, Бьорк, Валерий Гергиев, Эннио Морриконе, Pink Floyd, Metallica, Рави Шанкар, Йо-Йо Ма, Витольд Лютославский, Юссу Н’Дур и многие другие.

## Описание
Премия Polar Music Prize учреждена в 1989 году продюсером и менеджером шведской группы ABBA Стигом Андерсоном в качестве музыкального эквивалента Нобелевской премии. Сперва он обратился в Фонд Нобеля, выразив готовность профинансировать создание официальной музыкальной номинации, но получил вежливый отказ. Тогда Андерсон основал специальный призовой фонд при Шведской королевской музыкальной академии. Туда он внёс 42 млн шведских крон ($5,5 млн). Награда получила свое название в честь одноимённого рекорд-лейбла Андерсона — Polar Music. Впервые премия была вручена в 1992 году, когда её удостоились Пол Маккартни и Прибалтийские государства.
В 1997 году Андерсон умер, но его начинание продолжили и развили члены семьи. По аналогии с Нобелевской премией, церемония награждения проходит в Стокгольме, а награду лауреатам вручает лично Король Швеции Карл XVI Густав. В силу этих особенностей, Polar Music Prize неформально известна как «Нобелевская премия по музыке». Выплата каждому победителю составляет 1 млн шведских крон (эквивалент примерно $120 тыс.). С момента основания почести, награждение победителей проводилось в зале Berwaldhallen, но с 2003 года мероприятие переместилось в Стокгольмский концертный зал, а с 2018 года — в Grand Hôtel Stockholm. В 2008 году Шведская королевская музыкальная академия вышла из Polar Music Prize и награда с тех пор независима от каких-либо организаций.
Распорядителем средств и организатором награждения является «Фонд музыкальной премии Стига Андерсона», которым управляют представители семьи Андерсона (в частности, его дети — Мари Ледин и Андерс Андерсон), Шведского общества композиторов популярной музыки и Шведского международного общества композиторов. Номинантов и лауреатов выбирает Призовой комитет, состоящий из 12 независимых членов, среди которых делегаты от музыкальной индустрии, семьи Андерсона и артисты, удостоенные премии в прошлые годы — Рене Флеминг и Эннио Морриконе. В ходе принятия решений комитет учитывает как предложения его членов и общественности, так и международных профессиональных организаций: Объединения европейских композиторов и авторов песен; Международной конфедерации обществ авторов и композиторов; Международной федерации производителей фонограмм; Международного музыкального совета при ЮНЕСКО.
Победителей традиционно двое — один из мира популярной музыки и один представитель классической. Однако за годы существования премии имели место и редкие исключения. Так, в 2001 и 2019 году лауреатами становились по трое, а в 2003 году почести удостоился, напротив, лишь один Кит Джаррет. Лауреаты Polar Music Prize объявляются как правило весной, за несколько месяцев до церемонии награждения, которая обычно проводится в июне. Чествованию победителей, праздничному концерту и банкету предшествует ряд других мероприятий. Среди них них Polar Talks — лекции, панельные дискуссии и мастер-классы экспертов на тему музыки; Polar Tech — обсуждения эмоциональных и художественных аспектов музыки в контексте современных технических достижений; Meet the Laureates — публичные интервью с лауреатами; Polar Music Week — серия выступлений в различных залах и клубах Стокгольма в честь награждённых артистов.

## Лауреаты
- 2025 — Queen, Херби Хэнкок и Барбара Ханниган
- 2024 — Найл Роджерс и Эса-Пекка Салонен
- 2023 — Крис Блэквелл, Анжелика Киджо, Арво Пярт
- 2022 — Игги Поп и Ensemble intercontemporain
- 2021 — награждения не было из-за пандемии COVID-19
- 2020 — Дайан Уоррен и Анна Нетребко
- 2019 — Грандмастер Флэш, Анне-Софи Муттер и фонд Playing For Change
- 2018 — Metallica и Афганский национальный институт музыки
- 2017 — Стинг и Уэйн Шортер
- 2016 — Макс Мартин и Чечилия Бартоли
- 2015 — Эммилу Харрис и Эвелин Гленни
- 2014 — Чак Берри и Питер Селларс
- 2013 — Юссу Н’Дур и Кайя Саариахо
- 2012 — Пол Саймон и Йо-Йо Ма
- 2011 — Кронос-квартет и Патти Смит
- 2010 — Бьорк и Эннио Морриконе
- 2009 — Хосе Антонио Абреу, El Sistema и Питер Гэбриэл
- 2008 — Pink Floyd и Рене Флеминг
- 2007 — Сонни Роллинз и Стив Райх
- 2006 — Led Zeppelin и Валерий Гергиев
- 2005 — Жилберту Жил и Дитрих Фишер-Дискау
- 2004 — Би Би Кинг и Дьёрдь Лигети
- 2003 — Кит Джаррет
- 2002 — София Губайдулина и Мириам Макеба
- 2001 — Бёрт Бакарак, Роберт Муг и Карлхайнц Штокхаузен
- 2000 — Боб Дилан и Айзек Стерн
- 1999 — Стиви Уандер и Янис Ксенакис
- 1998 — Рэй Чарльз и Рави Шанкар
- 1997 — Эрик Эриксон и Брюс Спрингстин
- 1996 — Пьер Булез и Джони Митчелл
- 1995 — Элтон Джон и Мстислав Ростропович
- 1994 — Николаус Арнонкур и Куинси Джонс
- 1993 — Диззи Гиллеспи и Витольд Лютославский
- 1992 — Пол Маккартни и Прибалтийские государства[16]